# Liegende Löwen (Gliwice)

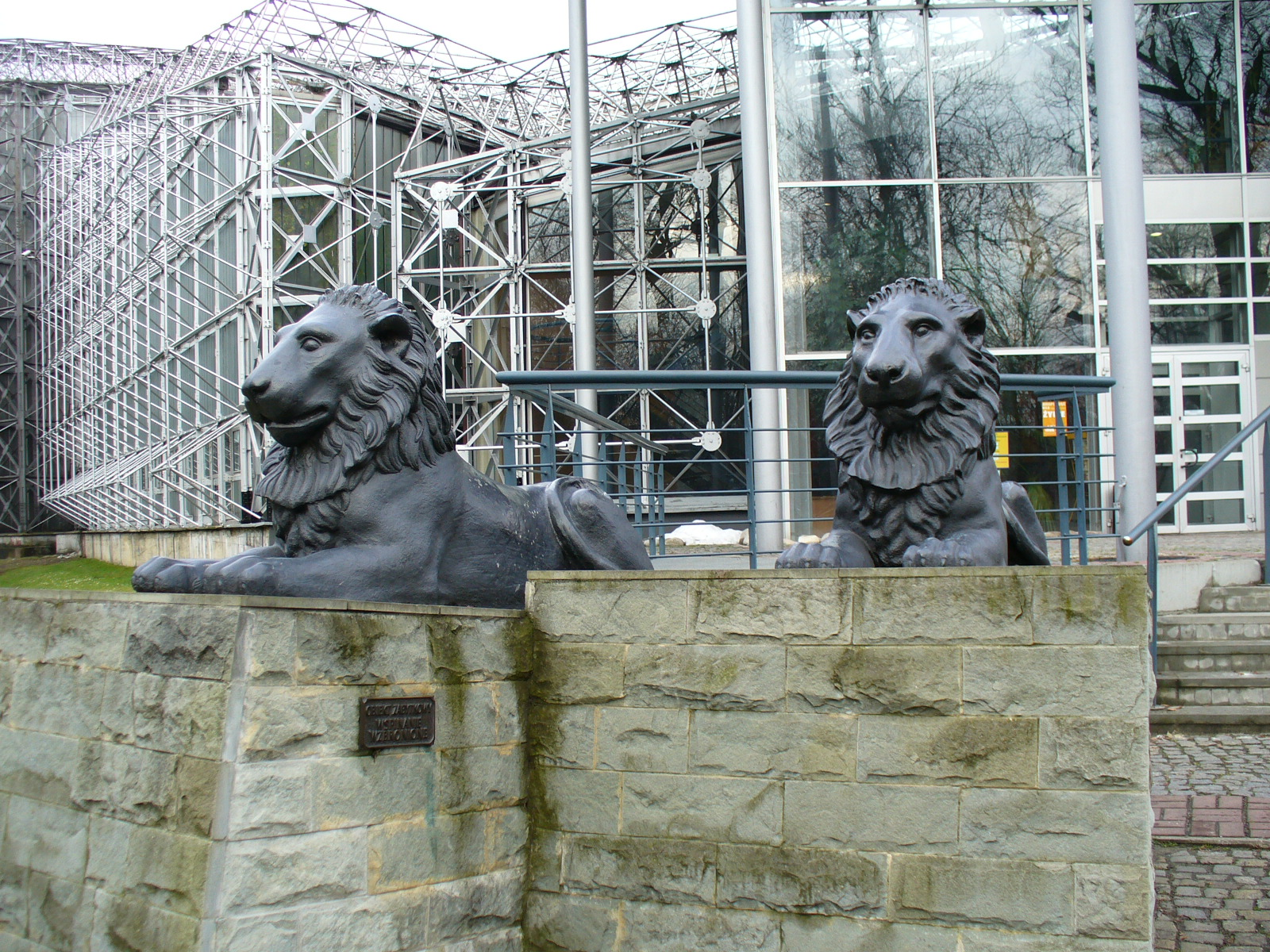
Die liegenden Löwen

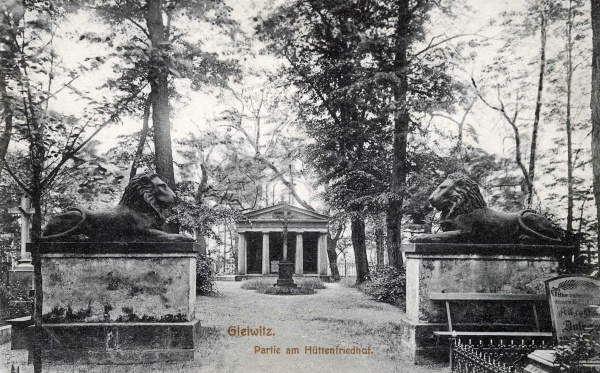
Die Löwenskulpturen am Hüttenfriedhof

Die Liegenden Löwen sind zwei Löwenskulpturen vom Bildhauer Johann Gottfried Schadow in der polnischen Stadt Gliwice (Gleiwitz).
Die Skulpturen befinden sich auf zwei Sockeln vor dem städtischen Palmenhaus im Frédéric-Chopin-Park in Gliwice, dem früheren Stadtpark.
Die Skulpturen stellen zwei nach vorne schauende Löwen mit erhobenen Köpfen dar. Die Skulpturen wurden 1830 in der Eisengießerei der Gleiwitzer Hütte aus Gusseisen hergestellt.
Zunächst standen die Löwen auf dem Hüttenfriedhof, wo sie den Eingang schmückten und einander gegenübergestellt wurden. 1938 wurden sie in den Stadtpark verlegt und vor dem dortigen Mausoleum aufgestellt. Während das Mausoleum nach 1945 zerstört wurde, standen die Löwen dort bis 1998, bis sie im Zusammenhang einer Umwidmung des Standortes zu einem Mahnmal vor dem renovierten Palmenhaus aufgestellt wurden.
Zwei weitere Kopien des Löwen von Schadow stehen vor den Gliwickie Zakłady Urządzeń Technicznych, der früheren Eisengießerei.